# Lepidonotus yorkianus
Lepidonotus yorkianus är en ringmaskart som beskrevs av Augener 1922. Lepidonotus yorkianus ingår i släktet Lepidonotus och familjen Polynoidae. Inga underarter finns listade i Catalogue of Life.